# Polycyrtidea flavopicta
Polycyrtidea flavopicta là một loài tò vò trong họ Ichneumonidae.